# Il Grande Nord
Il Grande Nord è un film documentario del 2004, diretto dal regista Nicolas Vanier, che porta all'attenzione del pubblico il rapporto uomo-natura attraverso i paesaggi della regione dello Yukon in Canada, ai confini con l'Alaska. La produzione è stata sponsorizzata da Gaz de France e WWF Francia. Uscì nei cinema francesi il 15 dicembre 2004 e italiani il 21 aprile 2006.

## Trama
Norman vive con la sua compagna Nebaska (indiana Nahanni) nelle foreste dello Yukon. La sua attività di cacciatore è alla base del suo intenso rapporto con la natura. Si procura da solo la maggior parte delle cose di cui ha bisogno, costruisce da sé la propria casa, la propria slitta, la propria canoa ed esplora il territorio che gli è attorno per capire dove e cosa cacciare.
Ogni tanto si reca a Dawson City per vendere le pelli degli animali e comprare gli strumenti che gli occorrono. Ne approfitta per salutare i vecchi amici e bere qualcosa insieme con loro. Non ama però vivere in città e vorrebbe continuare a fare il cacciatore, se si riuscisse a preservare l'ambiente naturale dagli interessi speculativi delle Compagnie del legno.
Norman ha imparato a capire gli equilibri della natura e a rispettarli. È convinto che si possa vivere in armonia con la natura e considera la caccia un mezzo attraverso il quale l'uomo contribuisce all'equilibrio dell'ecosistema, senza distruggerlo.

## Colonna sonora
La colonna sonora è di Krishna Levy, un compositore originario di New Delhi in India e residente a Parigi. Il regista Nicolas Vanier ha voluto che alcune scene del film fossero accompagnate dalla canzone By The Rivers Dark di Leonard Cohen perché trova in questa canzone un forte significato personale.

## Riconoscimenti
- 2005 - Festival internazionale film della montagna di Trento
  - Premio del pubblico